# Општина Шандра
Општина Шандра (рум. Şandra) је сеоска општина у округу Тимиш у западној Румунији.

## Природни услови
Општина Шандра се налази у источном, румунском Банату, близу границе са Србијом. Општина је равничарског карактера.

## Становништво и насеља
Општина Шандра имала је према последњем попису 2002. године 2.782 становника, од чега Румуни чине преко 95%. Пре 50ак година већина су били Немци.
Општина се састоји из 2 насеља:
- Ујхеј
- Шандра - седиште општине